# Аутсорсинг персонала
Аутсорсинг персонала (англ. personnel outsourcing) — это передача части работ, услуг или бизнес-функций компании внешнему провайдеру, у которого достаточно человеческих ресурсов для ее осуществления. В погоне за прибылью и лидерством на рынке современные компании стремятся найти новые способы и методы оптимизации бизнес-процессов. Организации заключают между собой договор аутсорсинга, согласно которому предоставленные сотрудники будут выполнять определенный объем работ для заказчика. При этом аутсорсер дает гарантии, что действия будут поручены квалифицированным специалистам, которые смогут их выполнить наилучшим способом. Но все же при реализации проекта в области аутсорсинга необходима его детальная проработка между компанией и провайдером с точки зрения контроля качества, разделения полномочий в области ответственности. От этого в первую очередь зависит успех самого проекта.
Наиболее важное значение для успешного выполнения проекта по аутсорсингу имеют следующие факторы: выбор правильного партнера, тесное взаимодействие клиента и аутсорсера при планировании и реализации проекта, постоянное наблюдение за внешним аутсорсером, грамотно составленный контракт и стратегическое планирование.
Возможные проблемы для компании при длительном использовании большего числа заёмных работников:
1. Социальные;
2. Управленческие;
3. Правовые.

К началу XXI века в Европе насчитывалось почти два миллиона заемных работников, а к 2008 году уже 70 % европейских компаний применяли этот инструмент. Стабильно растет и количество российских организаций, привлекающих временных сотрудников для решения различных задач, — их доля в последние годы выросла до 17 %.

## История развития аутсорсинга персонала
Зарождению аутсорсинговых отношений в современном понимании способствовало соперничество гигантов автопрома Ford и General Motors и их лидеров — Генри Форда и Альфреда Слоуна. Их противостояние наглядно продемонстрировало, что в условиях жесткой конкуренции ни одна организация не сможет оставаться самодостаточной и опираться только на внутренние источники ресурсов. Ряд вспомогательных процессов, требующих специфические знания и опыт, компаниям рационально передать специализированным провайдерам.
Начиная с 70-х гг. XX в., аутсорсинг становится неотъемлемой частью организации производственного процесса западных компаний. Позже, в восьмидесятые, он получил распространение по всему миру. В это же время зародилось новое направление — аутсорсинг информационных технологий. А в начале XXI века сформировался аутсорсинг знаний, то есть управление процессами, требующими глубокого изучения или серьезной аналитической обработки данных.
Сегодня аутсорсинг персонала применим к любой сфере и любой компании. Это розничные торговые сети, заведения общественного питания, строительные, производственные и торговые компании. Количество заявок на аренду персонала стремительно растет, меняются приоритеты и спрос. Изначально схема аутсорсинга использовалась в основном для привлечения высококвалифицированных кадров, однако в настоящее время больше пользуются спросом сотрудники рабочих специальностей.

## Аутсорсинг персонала в России
В России родоначальником аутсорсинга стал Пётр I. Именно по его указу в Российскую империю съезжались работать лучшие иностранные специалисты со всего мира.

Этот государь (Петр — Е. Т.) обнаруживает свои стремления заботами о подготовке к военному делу и о дисциплине своих войск, об обучении и просвещении своего народа, о привлечении иностранных офицеров и всякого рода способных людей.— Тарле Е. В., Русский флот и внешняя политика Петра I 
В начале 90-х гг. XX в. резко возросло количество компаний, которым нужна была квалифицированная помощь в ведении кадрового делопроизводства, IT-сервисов, бухгалтерского учета и в предоставлении персонала. Пионерами кадрового аутсорсинга в современной России стали частные охранные предприятия, предлагавшие компаниям свои услуги в 90-е гг. Сотрудничество с ними оказалось для предприятий намного выгоднее содержания нескольких штатных сотрудников.
Финансовый кризис в 1998 году послужил мощным катализатором процесса внедрения в практику аутсорсинга. Чтобы минимизировать свои потери в тот период, многие компании вынуждены были сокращать статьи расходов на содержание специалистов, руководители заключили с рекрутинговыми агентствами договора на оказание услуг, при этом уволенные специалисты принимались в штат агентств, продолжая фактически работать в интересах компании, а финансирование шло по статьям развития бизнеса. После кризиса многие специалисты вернулись в штат своих компаний. Таким образом, была решина сложная задача минимизации расходов и сохранения нужного кадрового состава.
5 мая 2014 года Президент России подписал закон № 116-ФЗ, запрещающий заемный труд (вносятся статьи 18.1 в закон от 19 апреля 1991 года N 1032-1 «О занятости населения в Российской Федерации» и 56.1 в Трудовой кодекс Российской Федерации), за исключением двух случаев:
- Организация направляет временных работников к лицу, являющемуся аффилированным для направляющей организации, или если между сторонами заключено акционерное соглашение;
- Организация проходит аккредитацию и выступает как частное агентство занятости.

С середины 2016 — в начале 2017 аутсорсеры заключили на 50 % больше контрактов, чем годом ранее. В конкурентную борьбу с международными гигантами Adecco, KellyServices, Manpower и др., действующими в России, активно включились национальные кадровые холдинги. Зачастую российские агентства действуют даже более оперативно и не менее качественно. На первый план выходят отечественные бренды: «СТС Групп», «Эксперт», «Империя», которые начинают принимать заметное участие в листинге ведущих зарубежных рейтинговых агентств.

## Причины обращения предприятий к услугам аутсорсинга
- Сокращение издержек;
- Потребность в смене местоположения или открытие филиала;
- Снижение рисков;
- Обеспечение прозрачности бизнеса;
- Улучшение финансовых и экономических показателей;
- Улучшение имиджа компании;
- Повышение конкурентоспособности;
- Стратегические причины, связанные с необходимостью сосредоточиться на каком-то одном виде деятельности.

## Преимущества аутсорсинга персонала

### Выгоды аутсорсинга персонала для компаний
- Экономия времени и затрат на поиск и подбор персонала;
- Снижение расходов на управление персоналом и кадровое делопроизводство;
- Привлечение дополнительной рабочей силы;
- Экономия на использовании персонала «когда необходимо»;
- Высвобождение внутренних ресурсов для профильных проектов за счет привлечения временных сотрудников;
- Снижение затрат на единицу обработанной продукции;
- Повышение конкурентоспособности компании. Быстрое реагирование на изменения рынка, так как компания, не содержащая «лишних» сотрудников, более мобильна.

### Выгоды для сотрудника
- Возможность дополнительного заработка;
- Получение опыта работы в крупных компаниях;
- Приобретение навыков по новой специальности;
- Гибкий рабочий график.

## Недостатки аутсорсинга персонала

### Недостатки аутсорсинга персонала для компаний
- Необходимость адаптации структуры компании к работе с аутсорсером;
- Вероятность снижения корпоративного духа;
- Риск привлечения работников без опыта.

### Недостатки для наемного работника
- Возможное ухудшение условий труда;
- Низкая степень защищенности;
- Неустойчивые гарантии занятости, особенно при отказе заказчика продлевать договор с аутсорсинговой компанией.